# Péter Lipcsei
Péter Lipcsei (Kazincbarcika, 28 de março de 1972) é um técnico de futebol e ex-futebolista húngaro que atuava como meio-campista. Atualmente comanda o Soroksár.

## Carreira de jogador
Revelado pelo Ferencváros, Lipcsei é o recordista em jogos oficiais pelo clube, com 648 partidas em 3 passagens.: 1990 a 1995, 1997 a 1998 (por empréstimo) e 2000 a 2010, ano de sua aposentadoria dos gramados. Ele ainda teve passagens pelo futebol de Portugal (defendeu Porto e Espinho) e da Áustria (jogou 2 temporadas no Austria Salzburg). Dos 16 títulos conquistados em sua carreira profissional, 15 deles foram como jogador do Ferencváros e 2 como atleta do Porto.

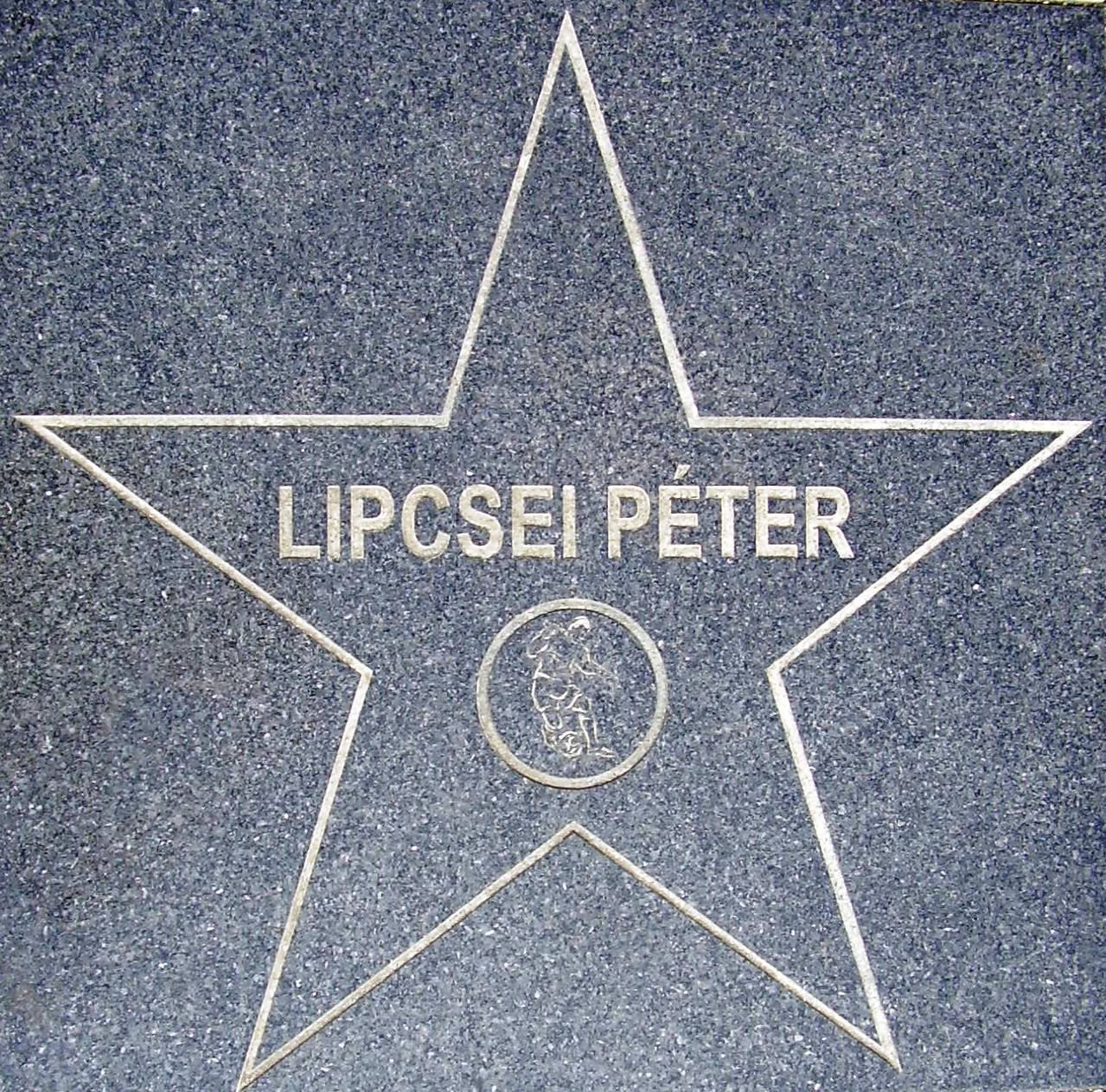
A estrela de mármore em homenagem a Lipcsei.

Foi ainda artilheiro da Taça dos Clubes Vencedores de Taças de 1991–92 com 6 gols e ainda foi eleito o futebolista húngaro do ano em 1991 e 1995. Em agosto de 2006, o meia foi homenageado em sua cidade natal com uma estrela de mármore, no mesmo estilo da Calçada da Fama de Hollywood.

## Seleção Húngara
Lipcsei estreou pela Seleção Húngara em setembro de 1991, num amistoso contra a Irlanda. Em 58 jogos pelos Mágicos Magiares, marcou um gol, na vitória por 3 a 0 sobre Malta, em agosto de 1997. Encerrou a carreira internacional em fevereiro de 1995, quando a Hungria foi derrotada pelo País de Gales por 2 a 0.

## Carreira de treinador
Pouco depois da aposentadoria, Lipcsei tornou-se técnico do time B do Ferencváros, onde permaneceu até 2014, sendo escolhido como treinador da equipe Sub-21. Desde 2017, comanda o Soroksár, clube da segunda divisão nacional.

## Títulos
Ferencváros
- Campeonato Húngaro: 1991–92, 1994–95, 2000–01, 2003–04
- Segunda Divisão Húngara (Grupo Leste): 2008–09
- Copa da Hungria: 1990–91, 1992–93, 1993–94, 1994–95, 2002–03, 2003–04
- Supercopa da Hungria: 1993, 1994, 1995, 2004

Porto
- Primeira Liga: 1995–96
- Supertaça Cândido de Oliveira: 1996

### Individuais
- Artilheiro da Taça dos Clubes Vencedores de Taças de 1991–92: 6 gols
- Futebolista Húngaro do Ano: 1991, 1995